# 거대한 변환
《거대한 변환(영어: The Great Transformation)》은 헝가리 정치경제학자 칼 폴라니의 책이다. 1944년에 처음 출판되었고, 시장 경제 발흥기 동안에 영국에서 일어난 사회, 정치적 격변을 다루고 있다.

## 시장경제와 국가
칼 폴라니는 근대의 시장경제와 국민국가가 별개의 요소들이 아니라, 그가 "시장사회"(Market Society)라고 부르는, 인간이 만들어 낸 하나의 단일한 창작물로 이해해야만 한다고 주장한다.
폴라니는 근대 국가의 발전과 근대 시장경제의 발전이 서로 손을 맞잡고 갔으며, 역사에서 이 두 가지 변화는 냉혹하게 연결되어 있다고 주장한다. 이 문제에 대한 그의 논거는 강력한 근대 국가는 사회 구조 안에서 변화를 추동할 필요가 있었다는 것이며, 일종의 경쟁적 자본주의 경제를 허용하고, 특정한 자본주의 경제는 그 가혹한 효과를 완화시킬 목적으로 특정한 강력한 국가를 요구한다는 것이다. 폴라니에게, 이들 변화는 이전의 모든 역사에서 항상 존재하는 기본적 사회 질서의 파괴를 의미했고, 그가 그 전환의 "거대함"을 강조하는 이유였다. 그의 경험적 입장의 큰 부분은 스피넘랜드 법에 대한 분석에 의지하고 있으며, 그는 이 법이 전통적 생산 체제와 사회 질서를 유지하려는 지주계급의 마지막 시도로써 뿐만 아니라 경제적 변화가 가장 격렬했던 시기의 분열을 완화시킨 사회의 일부분을 나타내는 일종의 자기방어로써 보았다. 또한 이 책은 시장경제가 인간과 인간이 사는 그 자연 환경을 치명적으로 파괴하기 때문에, 지속 가능하지 않다는 그의 확신을 서술하고 있다.
폴라니는 “계획된 자유방임주의”을 주장함으로써 자본주의 발생의 정통 자유주의적 가치에 대하여 역습을 가하는 반면에, 사회적 보호 정책은 무제한적인 자유 시장에 의해 강제되는 사회적 전위(轉位)에 대한 일종의 자연발생적 반응이었다고 주장하였다.

## 자유방임시장은 국가의 산물
폴라니의 《거대한 변환》은 카를 마르크스의 《자본》 이후 가장 강력한 자본주의 비판서로 꼽힐 책이다.
그는 이 책에서 "자유방임 시장은 국가 계획의 산물이다.”고 주장했다.
마르크스가 자본주의 체제의 내적 메커니즘을 논리적으로 분석해 그 체제의 필연적 파국을 ‘논증’했다면, 폴라니의 이 책은 자본주의 시장체제의 형성과 결과를 ‘역사적으로’ 분석해 그 체제의 내적 모순을 폭로했다. 시장자유주의의 모든 핵심 주장들이 그의 폭로를 통해 허구로 드러났다. 자본주의 체제를 근본적으로 비판하면서도 마르크스주의 이론체계에도 동의하지 않았던 탓에 이 책은 좌우 두 극단 사이에 끼여 냉전 시기 내내 학문적 표류 상태에 있었다. 그랬던 것이 1980년대 이후 신자유주의의 폭주와 그로 인한 전 세계 경제의 혼란을 겪으면서 이 책의 가치가 새롭게 발견됐다.

## 악마의 맷돌
칼 폴라니의 《거대한 변환》이 유명해진 이유는 자본주의 시장 질서를 영국 시인 윌리엄 블레이크(William Blake)의 비유를 빌려 '악마의 맷돌(Satanic mills)'에 비유했기 때문이다.
폴라니는 자기조정적 시장이 인간 본성에 내재한 사회성 내지는 공동체성을 해체하고 파괴한다고 보았다. 산업혁명과 그 이후 성립한 시장자본주의는 사회를 맷돌처럼 통째로 갈아 인간을 원자로 만들어버린다는 것이다. 사회의 모든 관계는 부서져 시장에 먹히고 마는데 그런 시장의 파괴작업은 사회적 관계를 복원하려는 강력한 반작용을 낳을 수밖에 없다고 보았다. '시장가격’에 따라 임금이 깎이거나 일터에서 쫓겨난 노동자들, 대기업에 밀린 자영업자들은 시장의 폭주에 온몸으로 저항하는데 이 반발하는 힘 때문에 시장은 뜻대로 작동할 수 없게 된다. 칼 폴라니는 자기조정 시장이 결코 실현될 수 없는 시장자유주의자들의 ‘유토피아’라고 못박았다.
이 지점에서 폴라니가 발견하는 것이‘사회’다. 인간을 인간답게 지켜주는 관계의 총체가 사회인데 시장자유주의자들은 '사회'를 제거하고 모든 것을 경제와 시장에 복속시키려 한다는 것이다. 폴라니는 자유시장의 국가 개입은 필수적인 것으로 보았다. 그는 자유시장 자본주의는 이를 위해 처음부터 그리고 그 이후로 내내 국가의 능동적 개입을 통해 완성되고 작동했다고 주장한다.
이 책이 나온 이후 흔히 자본주의 시장경제의 모순을 '악마의 맷돌'에 비교하는 경우가 많다.

## 같이 보기
- 자본주의
- 경제인류학
- 경제사회학
- 정치경제학